# Dziura w ziemi
Dziura w ziemi – polski film obyczajowy z 1970 roku w reżyserii Andrzeja Kondratiuka. 
Zdjęcia plenerowe kręcone były w następujących lokacjach: Lutomiersk pod Łodzią, Zalew Zegrzyński, Zegrze (nieistniejący most łukowy nad Narwią), Pogórze, Stary Sącz, Zakliczyn, Jezioro Rożnowskie, Nowy Sącz (plac 3 Maja, schodki u zbiegu ulic Lwowskiej i Wałowej, ratusz), most kolejowy na Dunajcu między Nowym Sączem a Marcinkowicami.
Premiera odbyła się 12 czerwca 1970  w podwójnym pokazie z reportażem Dwaj żołnierze produkcji WFD

## Fabuła
Grupa geologów poszukuje ropy naftowej na południu Polski. Kierownikiem tej grupy jest Andrzej, człowiek niespokojny, pełen zapału, uparcie dążący do upragnionego celu. Jego zaprzeczeniem jest kierowca Miecio - dobroduszny, pragnący przejść przez życie najprostszą drogą. Z powodu braku oczekiwanych rezultatów, władze postanawiają przerwać dalsze prace geologiczne. Pomimo tego Andrzej decyduje się działać dalej. Poszukiwania wieńczy sukces. Jednak istotniejsze od tego są: przyjaźń, zrozumienie oraz pojednanie pomiędzy Andrzejem i Mieciem.

## Obsada
- Jan Nowicki − Andrzej Orawiec
- Roman Kłosowski − Miecio Stalończyk, członek grupy Orawca
- Józef Nowak − inżynier Jan Skawiński, członek grupy Orawca
- Wiesław Gołas − piekarz Kazio
- Wadim Berestowski − Tomaszewski
- Zdzisław Maklakiewicz − strażak
- Paweł Maria Dolewski(inne języki) − Lipowicz
- Franciszek Pieczka − ksiądz
- Jerzy Mierzejewski − przewodniczący narady
- Bolesław Płotnicki − Dederko, przewodniczący Powiatowej Rady Narodowej
- Barbara Sobotta − żona Andrzeja
- Jerzy Dobrowolski − Józef Gibasiewicz
- Michał Leśniak − piekarz

## Nagrody
1970:
- Andrzej Kondratiuk - Nagroda Specjalna na MFF Karlowe Wary

1971:
- Jan Laskowski - Nagroda za zdjęcia - Lubuskie Lato Filmowe w Łagowie